# Ульяновка (Конотопский район)
Ульяновка (укр. Улянівка) — село,
Михайло-Анновский сельский совет,
Конотопский район,
Сумская область,
Украина.
Код КОАТУУ — 5922086005. Население по переписи 2001 года составляло 3 человека.

## Географическое положение
Село Ульяновка находится на берегу безымянного ручья, который через 9 км впадает в реку Ромен.
На расстоянии в 1 км расположены сёла Михайло-Анновка и Турутино.